# Marilyn (colina)

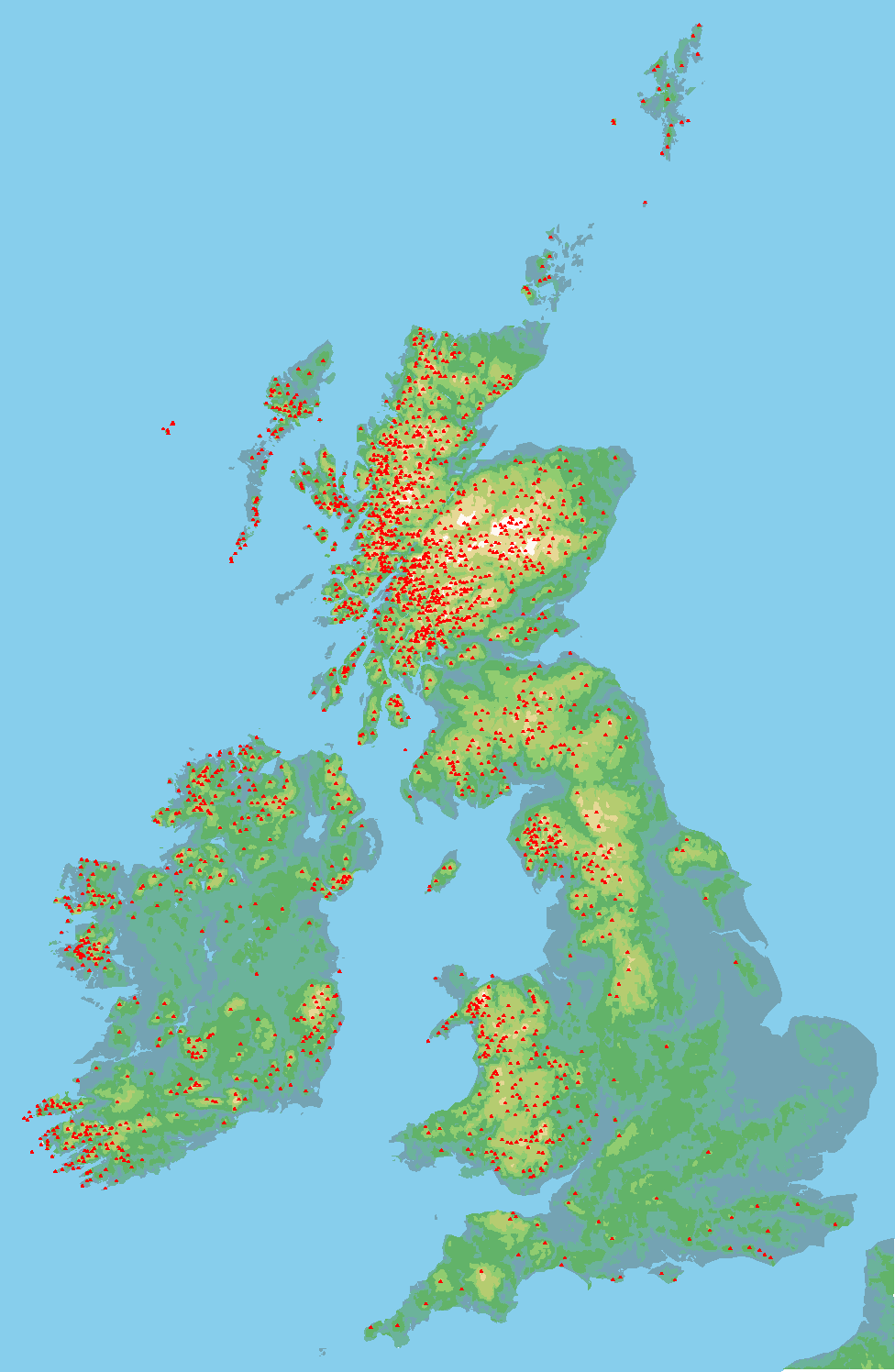
Mapa de los marilyns en las islas británicas

Un marilyn es una montaña o colina (en inglés: fell) británico cuya prominencia (no confundir con la altitud absoluta) supera los 150 metros (492 pies), independientemente de cual sea su altitud sobre el nivel del mar o de otros méritos. El origen del nombre parece ser una alusión humorística hecha en 1992 por un autor británico, Alan Dawson, en su obra The Relative Hills of Britain— en relación con los munros, denominación que se da a las montañas escocesas de más de 3000 pies (914 metros), por analogía con el nombre de la actriz Marilyn Monroe (teniendo en cuenta el parecido fonético entre los nombres Munro y Monroe).
Actualmente se han identificado 1554 marilyns en Gran Bretaña: 1214 están en Escocia, 180 en Inglaterra, 156 en Gales y 5 en la isla de Man (la Black Mountain se sitúa entre Inglaterra y Gales). En la isla de Irlanda hay 455 marilyns: 389 en la República de Irlanda y 66 en Irlanda del Norte. La lista fue compilada por Alan Dawson en su libro The Relative Hills of Britain. De forma análoga, se denominan submarilyns a las colina británicas de cualquier altura que tiene una prominencia de al menos 140 m pero menos de 150 metros en todos los lados, es decir, a diez metros de calificar como marilyn. A finales de 2015 había 206 submarilyns.

## Descripción
Hasta la fecha, se han identificado 1554 marilyns en Gran Bretaña: 1214 en Escocia, 180 en Inglaterra, 156 en Gales y cinco en la Isla de Man (Black Mountain se encuentra tanto en Inglaterra como en Gales). También hay 453 marilyns en Irlanda. Su lista fue compilada por Alan Dawson en su libro The Relative Hills of Britain y está en constante evolución a medida que la Ordnance Survey, una agencia del gobierno británico responsable de realizar los levantamientos y mapas topográficos, publica nuevos mapas con las altitudes corregidas. Las marilyns de Irlanda figuran en el folleto The Hewitts and Marilyns of Ireland.
La mayoría de las principales colinas de Gran Bretaña son marilyns (incluidas Ben Nevis, Scafell Pike y Snowdon). Por otro lado, varias colinas, algunas de las cuales están clasificadas como munros (como Bowfell, Langdale Pikes y Carnedd Dafydd) no son marilyns porque no cumplen con el criterio de prominencia necesario. Además, algunos picos, como Seatallan y Watch Hill en las riberas de Lakeland, y Long Mynd en Shropshire, son de hecho marilyns, debido a su aislamiento de los picos más altos.
En Escocia las colinas se empiezan a clasificar en varias categorías, como munros, corbetts, grahams —colina en Escocia de entre 600 y 762 m de altitud con una prominencia de 150 m o más en todos sus lados— y donalds. Los excursionistas se asocian con el objetivo de escalar el mayor número posible de Marilyns. Hasta 2014, nadie había logrado la hazaña de tenerlos a todos en su lista. Es el 9 de octubre de 2014 que el periódico escocés The Scotsmann anuncia que Bill Simpson (69 años) y su esposa Sheila Simpson (65 años) han conseguido llegar a pie a la cima de las 726 colinas clasificadas de Escocia.

## Otros tipos de cumbres

### Nuttall
Los nuttalls (literalmente, locos) son montañas de más de 2000 pies (610 m) sobre el nivel del mar, con una altura relativa de al menos 15 metros, localizadas en Inglaterra y Gales. Hay 444 en total, de ellos 190 en Gales.
Al incluir puntos altos que se elevan sólo 15 metros por encima de sus alrededores, la lista de nuttalls a menudo se cuestiona por incluir demasiados puntos menores insignificantes. Los Hewitt son una forma de superar esto.
Con la excepción de Pillar Rock, un afloramiento rocoso en una montaña del mismo nombre en Lake District, se puede alcanzar las cumbres de todos los nuttalls sin tener que recurrir a la escalada. En diciembre de 2008, 163 personas ya habían completado la lista, aunque algunas no habían escalado Pillar Rock, lo cual está permitido.

### Hewitt
Los hewitts son colinas  de más de 2000 pies sobre el nivel del mar localizadas en Inglaterra, Gales e Irlanda. La lista responde a las críticas de los nuttalls al exigir que las colinas tengan una altura relativa de 30 m, excluyendo así de la lista a los 125 nuttalls más bajos.
Hay 528 en total, de ellos 179 en Inglaterra, 138 en Gales y 211 en Irlanda.